# Rockland (Gracie Abrams)
Rockland è un singolo della cantautrice statunitense Gracie Abrams, pubblicato il 22 ottobre 2021.

## Tracce
1. Rockland – 3:37 (Gracie Abrams, Aaron Dessner)